# HD 86264
HD 86264 är en ensam stjärna belägen i den mellersta delen av stjärnbilden Vattenormen. Den har en kombinerad genomsnittlig skenbar magnitud av ca 7,41 och kräver åtminstone en handkikare för att kunna observeras. Baserat på parallaxmätning inom Hipparcosuppdraget på ca 14,5 mas, beräknas den befinna sig på ett avstånd på ca 224 ljusår (ca 69 parsek) från solen. Den rör sig bort från solen med en heliocentrisk radialhastighet på ca 9 km/s.

## Egenskaper
HD 86264 är en gul till vit stjärna i huvudserien av spektralklass F7 V. Den har en massa som är ca 1,4 solmassor, en radie som är ca 1,9 solradier och har ca  4,5 gånger solens utstrålning av energi från dess fotosfär vid en effektiv temperatur av ca 6 200 K.
En undersökning utförd 2015 har uteslutit förekomsten av någon följeslagare på beräknade avstånd över 30 astronomiska enheter.

## Planetsystem
I augusti 2009 meddelades att en exoplanet hittats i omlopp i en excentrisk bana kring HD 86264.
| Planet | Massa       | Halv storaxel (AE) | Siderisk omloppstid (d) | Excentricitet | Inklination | Radie |
| ------ | ----------- | ------------------ | ----------------------- | ------------- | ----------- | ----- |
| b      | ≥7 ± 1,6 MJ | 2,86 ± 0,07        | 1 475 ± 55              | 0,7 ± 0,2     | -           | -     |